# Hotel Mimóza
A Hotel Mimóza (Pension Mimosas) 1935 -ben bemutatott fekete–fehér francia filmdráma Jacques Feyder rendezésében. 
Magyarországon 1941. augusztus 4-én mutatták be.
A rendező asszisztense Marcel Carné, a későbbi híres filmrendező volt.

## Cselekménye
A Monte-Carlói Hotel Mimóza tulajdonosai, Gaston és Louise Noblet magukhoz veszik egy börtönbüntetését töltő férfi kisfiát. A kis Pierre-t szeretettel nevelik, de amikor az apa kiszabadul, elviszi a gyereket. Évek múltán Louise Noblet meglátogatja a fiút Párizsban. Megdöbbenve látja, hogy a felnőtt Pierre rossz környezetben él és züllött életmódot folytat. Hogy segítsen rajta, magával viszi Monte-Carlóba. Állást is szereznek neki, és Pierre élete normalizálódik. Párizsi szerelme, Nelly szeretne eljönni hozzá és levélben pénzt kér az útra. Mivel Louise nem akar kölcsönadni, Pierre feltöri az asszony szekrényét. Louise tetten éri, de látva a fiú őszinte szerelmét, mégis odaadja a pénzt. 
A Hotel Mimózában szeretettel fogadják Nelly-t, de a lány Monte-Carlóban is folytatja könnyelmű életét. A fiú féltékeny lesz, és Louise – aki közben beleszeret fogadott fiába –, hiába  figyelmezteti őt, hogy Nelly méltatlan a szerelmére. Egy üzleti útról hazatérőben Pierre a kaszinóban eljátssza a főnökének küldött 80 000 franc-t. Nevelőanyja nyugtatgatja, ám amikor a fiú megtudja, hogy távollétében Nelly egy férfival elhagyta őt, kétségbeesik. Louise a kaszinóban megpróbálja visszanyerni a hatalmas összeget, és ez szerencsésen sikerül is neki. Boldogan siet haza, de Pierre már megmérgezte magát és nevelőanyja karjai között meghal.

## Kritika, filmtörténet
Georges Sadoul könyvében a főhőst (Francoise Rosay alakítja) „modern Phaedrá”-nak nevezi, aki saját fogadott fiába szerelmes. „Feyder mesteri kézzel formálja meg a különböző társadalmi típusokat, s a díszletek maguk is valóságos szereplői a drámának: a családi penzió, ahol a szerencselovagok laknak, a játékkaszinó nagyterme, a krupiéiskola, egy gyanús külvárosi lebuj.” Számon kéri azonban, hogy igazi dráma helyett csupán melodrámát látunk, és ezért „a szerelem szenvedélyén kívül Feyder egyetlen valóban emberi vonást sem adhatott ezeknek a személyeknek.” 
Ennek némileg ellentmond Gregor–Patalas filmtörténetének értékelése, szerintük ugyanis a film „Feydernek a pszichológiai realizmus iránti hajlamát igazolta” és „a női főszereplő ellentmondásos érzelmeit behatóan ábrázolja”. Lényegében egyetértenek Sadoullal, aki a rendező helyét így jelölte ki a francia filmtörténet folyamatában: 
„E két filmjével [a másik film: A játék vége – Le grand jeu] Jacques Feyder vezetője lett annak az új „francia iskolának”, amely 1935 után rajta kívül Jean Renoirt, Marcel Carnét és Julien Duvivier-t fogta egybe.”

## Szereplők
- Françoise Rosay – Louise Noblet, a Hotel Mimóza tulajdonosnője
- Paul Bernard – Pierre
- Lise Delamare – Nelly, Pierre kedvese
- André Alerme – Gaston Noblet, Louise férje
- Arletty – Parasol
- Paul Azaïs – Carlo
- Bernard Optal – a gyermek Pierre
- Jean-Max – Romani
- Raymond Cordy – Morel
- Illa Meery – Vilma
- Pierre Labry
- Nane Germon
- Marie-Thérèse Sylviac
- Héléna Manson
- Edy Debray – Pierre apja
- Germaine Reuver
- Georges Prieur
- Jean Kolb
- Pierre Ferval
- Titys
- Maurice Lagrenée
- Nestor Ariani
- Pierre Athon
- Jenny Burnay
- Jean Daurand
- Anthony Gildès
- Gustave Hamilton
- Roger Puylagarde